# Saint-Cornier-des-Landes
Saint-Cornier-des-Landes är en kommun i departementet Orne i regionen Normandie i nordvästra Frankrike. Kommunen ligger i kantonen Tinchebray som tillhör arrondissementet Argentan. År 2018 hade Saint-Cornier-des-Landes 602 invånare.

## Befolkningsutveckling
Antalet invånare i kommunen Saint-Cornier-des-Landes
| Referens: INSEE |